# Гран-при Крикельона 2025
30-й выпуск  Гран-при Крикельона — шоссейной однодневной велогонки по дорогам Бельгии. Гонка прошла 8 марта 2025 года в рамках Европейского тура UCI 2025 (категория 1.1). Победу одержал итальянский велогонщик Маттео Москетти.

## Участники
| UCI WorldTeams (7)- Alpecin-Deceuninck - Intermarché-Wanty - Bahrain-Victorious - Team Picnic-PostNL - XDS Astana Team - Arkéa-B&B Hotels - Cofidis UCI ProTeams (14)- Lotto - Team Flanders-Baloise - Wagner Bazin WB - Uno-X Mobility - Tudor Pro Cycling Team - Team TotalEnergies - Euskaltel-Euskadi - Israel-Premier Tech - Q36.5 Pro Cycling Team - Equipo Kern Pharma - Unibet Tietema Rockets - Caja Rural-Seguros RGA - VF Group-Bardiani CSF-Faizanè - Burgos-Burpellet-BH UCI Continental Teams (3)- Tarteletto-Isorex - 2025 Myvelo Pro Cycling - VC Villefranche Beaujolais |
| |

## Маршрут
Участники проехали по традиционной 200-километровой трассе, которая после старта в Ате проходила вокруг города Лессинес по двум различным маршрутам.
Первый маршрут протяженностью 23,4 километра был повторен пять раз. Он включал лишь несколько несложных подъемов и два коротких участка паве на улицах Сен-Жереон (100 метров) и Ла-Бланш (500 метров). Второй маршрут, длиной 37,2 километра, был пройден дважды и добавил к более пологим участкам два мощеных сектора — Кот-дю-Мон (2,4 километра) и Кот-де-Плашет (1,1 километра). Здесь могли возникнуть попытки атаковать, чтобы подготовиться к возможному спринту на финише на пологом подъеме Chée de Renaix, особенно на последнем круге, когда две неровности были отключены на −17,1 и −11,5 километра соответственно от финиша.

## Ход гонки
Маттео Москетти одержал победу, став быстрым в групповом спринте, который завершился на финише в Лессине. Это уже одиннадцатый успех Маттео в его карьере среди профессионалов и второй сезон. Хьюго Хофштеттер из Israel-Premier Tech занял второе место, а Джакомо Низцоло, занявший третью ступеньку пьедестала, завершил триумфальный путь команды Q36.5.

## Результаты
| \| Генеральная классификация \| Генеральная классификация \| Генеральная классификация \| Генеральная классификация \| Генеральная классификация \| \| Гонщик \| Гонщик \| Команда \| Время \| \| \| ------------------------- \| ------------------------- \| ------------------------- \| ------------------------- \| ------------------------- \| \| 1-й \| Маттео Москетти \| Q36.5 Pro Cycling Team \| 4ч 39' 29 \| \| \| 2-й \| Уго Хофстеттер \| Israel-Premier Tech \| + 0 \| \| \| 3-й \| Джакомо Ниццоло \| Q36.5 Pro Cycling Team \| + 0 \| \| \| 4-й \| Милан Фретин \| Cofidis \| + 0 \| \| \| 5-й \| Сэнди Дюжарден \| Team TotalEnergies \| + 0 \| \| \| 6-й \| Аарон Гейт \| XDS Astana Team \| + 0 \| \| \| 7-й \| Том Ван Асбрук \| Israel-Premier Tech \| + 0 \| \| \| 8-й \| Йенте Бирманс \| Arkéa-B&B Hotels \| + 0 \| \| \| 9-й \| Axel Huens \| Unibet Tietema Rockets \| + 0 \| \| \| 10-й \| Sebastian Kolze Changizi \| Tudor Pro Cycling Team \| + 0 \| \| |                          |                        |           |
| |                          |                        |           |
| |                          |                        |           |
| Генеральная классификация |                          |                        |           |
| Гонщик | Гонщик                   | Команда                | Время     |
| 1-й | Маттео Москетти          | Q36.5 Pro Cycling Team | 4ч 39' 29 |
| 2-й | Уго Хофстеттер           | Israel-Premier Tech    | + 0       |
| 3-й | Джакомо Ниццоло          | Q36.5 Pro Cycling Team | + 0       |
| 4-й | Милан Фретин             | Cofidis                | + 0       |
| 5-й | Сэнди Дюжарден           | Team TotalEnergies     | + 0       |
| 6-й | Аарон Гейт               | XDS Astana Team        | + 0       |
| 7-й | Том Ван Асбрук           | Israel-Premier Tech    | + 0       |
| 8-й | Йенте Бирманс            | Arkéa-B&B Hotels       | + 0       |
| 9-й | Axel Huens               | Unibet Tietema Rockets | + 0       |
| 10-й | Sebastian Kolze Changizi | Tudor Pro Cycling Team | + 0       |